# سرزمین منا

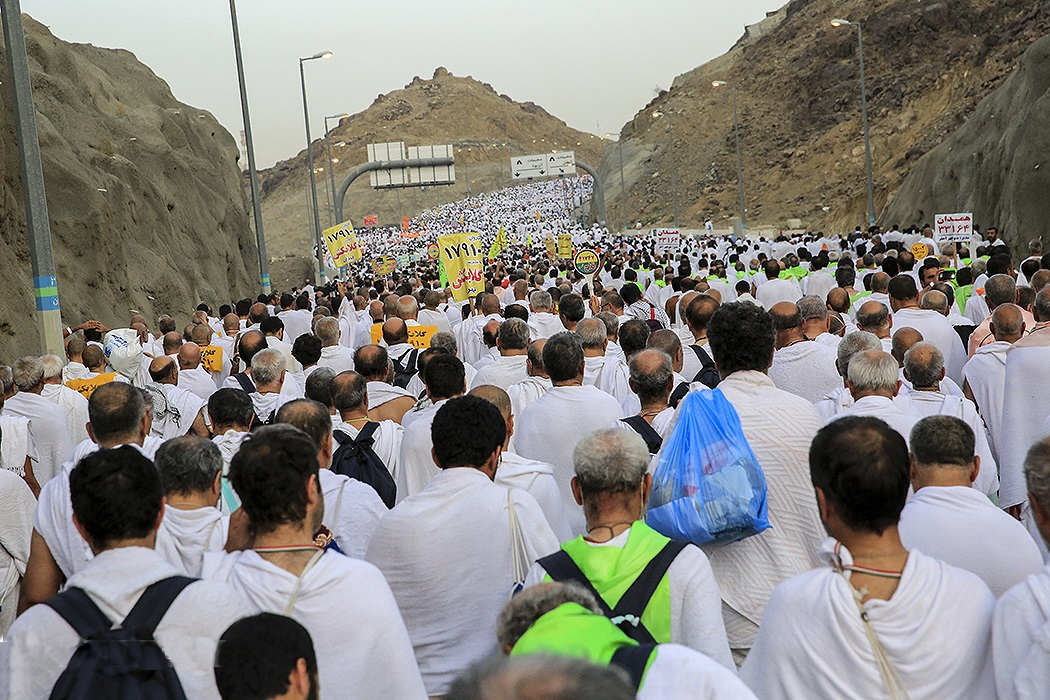
حرکت حاجیان به سمت سرزمین منا

مِنا (مِنیٰ) محلی در پنج کیلومتریِ شرق شهر مکه در عربستان سعودی است که بیشترین اعمال حج در آن‌جا انجام می‌شود.

## موقعیت جغرافیایی
از نظر موقعیت جغرافیایی، نزدیکترین موقعیت منا به مکه، جمره عقبه است؛ جایی که نخستین بار مسلمانانِ یثرب با رسول خدا بیعت کردند و بیعت آنان با نام «بیعت عقبه» شهرت یافت. دورترین قسمت آن نیز وادی محسّر است که میان مزدلفه و مِنا قرار دارد.

## وجه نامگذاری
در وجه نامگذاری آن اختلاف است. برخی می‌گویند: هنگامی‌ که جبرئیل خواست از آدم جدا شود به وی گفت «تمَن» از خدای خود چیزی بخواه؛ آدم گفت: «اتمنی الجنه» (بهشت را آرزو دارم)؛ و به نقلی جبرئیل به حضرت ابراهیم چنین پیشنهادی کرد، او آرزو کرد ای کاش به‌جای اسماعیل، خداوند قربانی‌شدن گوسفندی را بپذیرد.
بنابراین، چون این دو ماجرا هر دو در همین سرزمین اتفاق افتاد، به آن «مِنی» گفته‌اند، یعنی سرزمین تمنا و آرزوی آدم و ابراهیم.

## اعمال حج

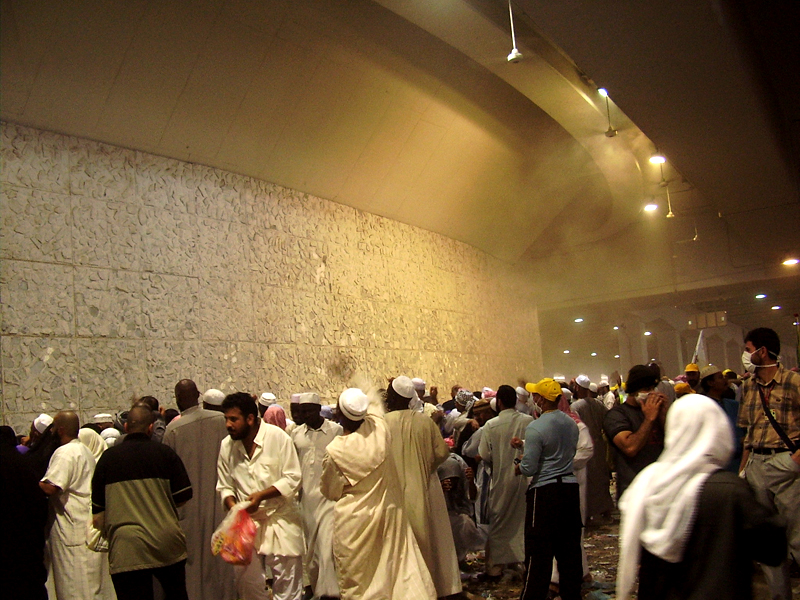
دیوار جدید ساخته شده به منظور انجام رمی جمرات که از سال ۲۰۰۴ جایگزین برج‌های جمرات شد

رمی جمرات در مِنا از مهم‌ترین ارکان اعمال ایام تشریق است، و در روایات آمده‌است که ابلیس برای بار اول در جمره عقبه خود را بر حضرت ابراهیم نمایاند و آن حضرت با سنگریزه‌هایی او را از خود دور ساخت، و ابلیس دیگربار در جمره وسطی و اولی راه را بر او بست و ابراهیم بار دیگر او را با پرتاب سنگ گریزان کرد. و ابلیس به‌هنگام فرار به‌سرعت گریخت. و جمره و اِجمار به‌معنای شتاب‌کردن و گریختن است؛ زیرا شیطان در این مکان از برابر ابراهیم گریخت، و لذا افراد باید در این محل با رمی جمره و انداختن سنگ بر شیطانِ ظاهر، شیطانِ درون را نیز سرکوب کنند تا نفسِ آنان از شیطان پیروی نکند.
از دیگر وظایف حاجی در مِنا ذبح قربانی است، در همان مکانی که ابراهیم، اسماعیل خویش را به قربان‌گاه برد.

## جستارهای مرتبط
- ذبح اسماعیل
- نخستین گناه
- رویداد ازدحام حجاج در منا